# Amaranthus spinosus

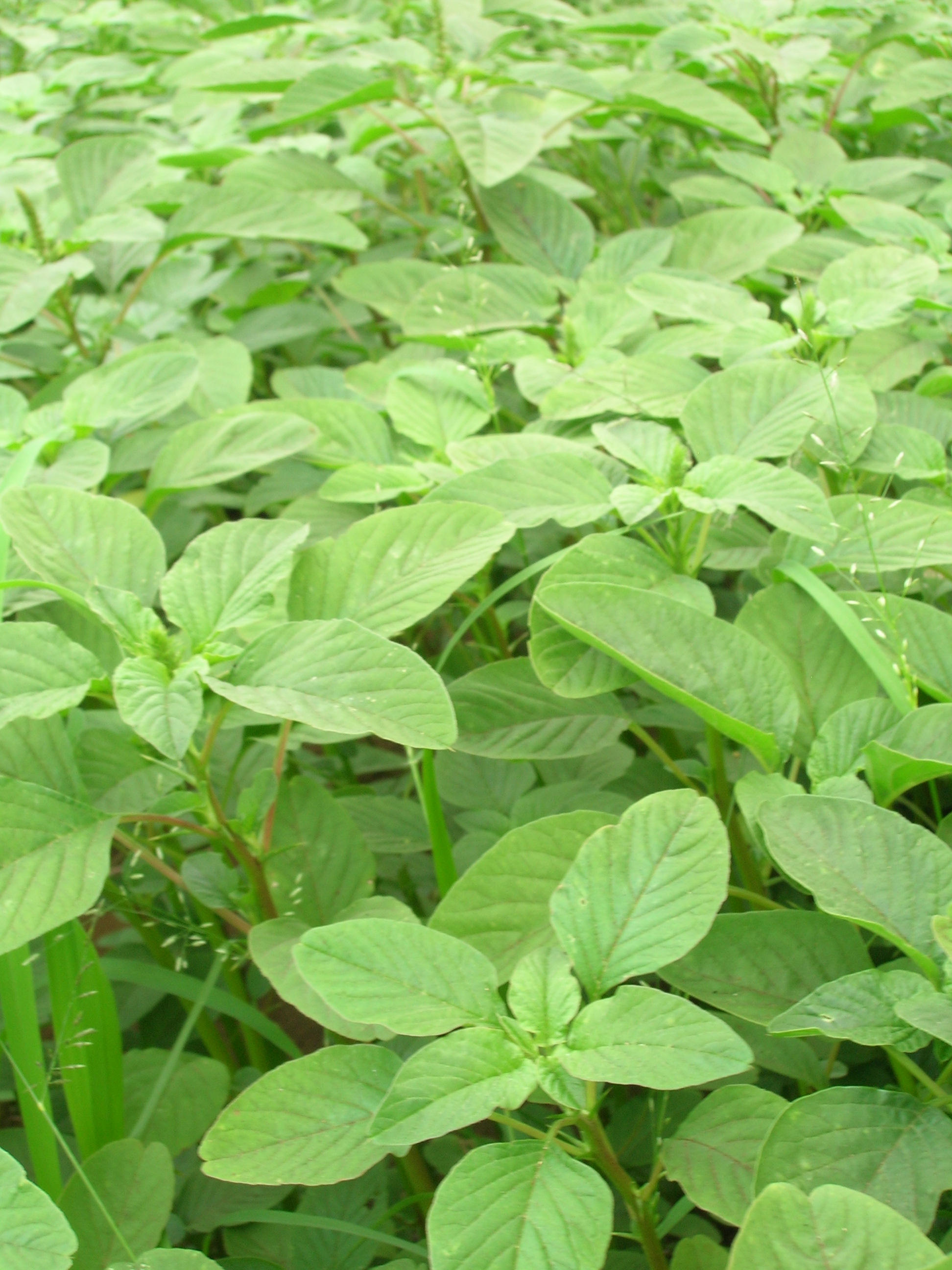
Hojas

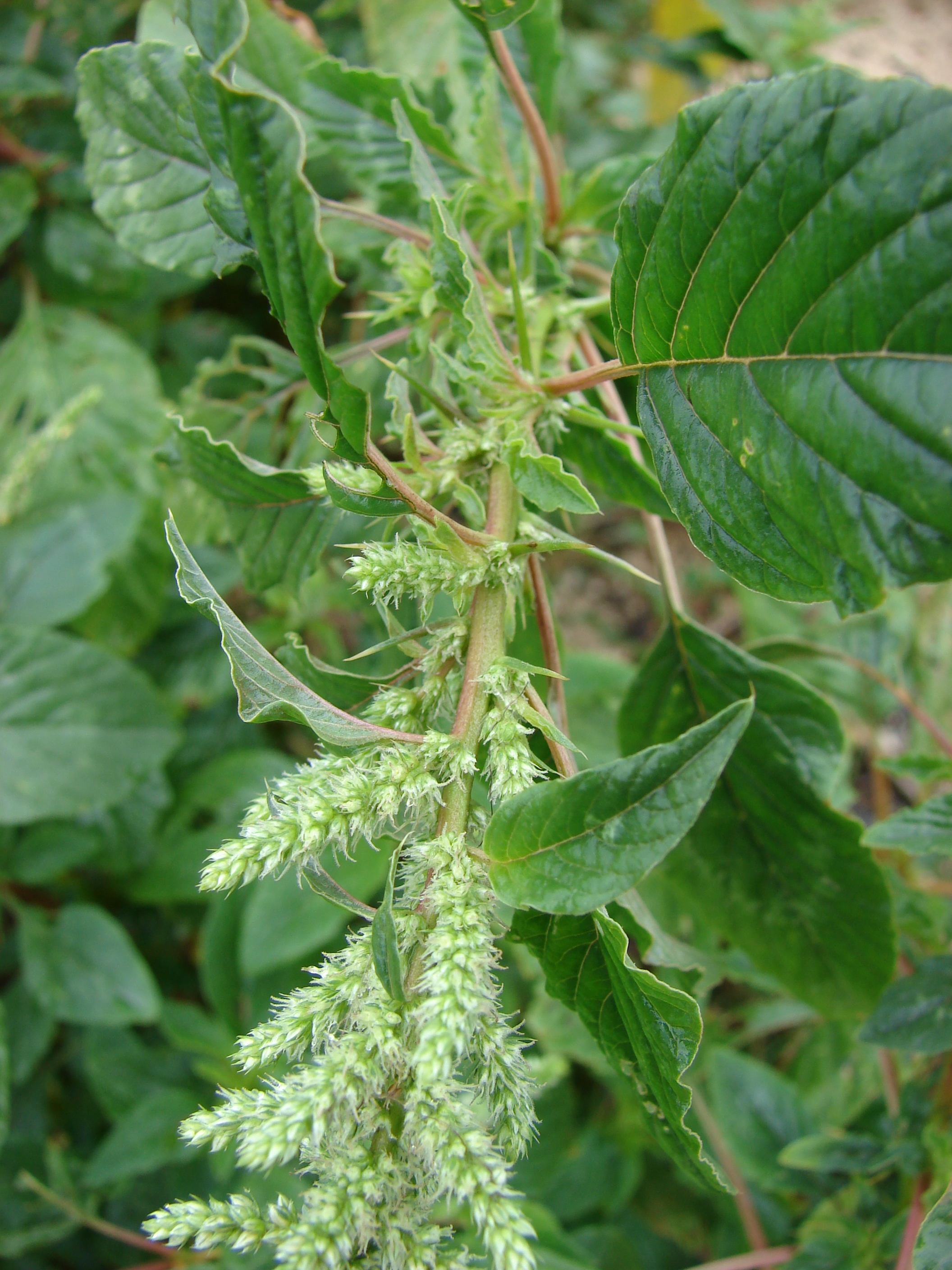
Inflorescencias

Amaranthus spinosus, llamada popularmente atacú del Perú, es una hierba silvestre de la familia de las amarantáceas. 

## Descripción
Su tallo es rojizo, ramificado, erecto y espinoso, de 0,5 a 2 m de altura. Sus hojas son alternas ovaladas de 8 a 32 cm de largo con pecíolo de 14 cm de longitud, con espinas en la base (axila). Inflorescencia, axilar en ovillo y en la terminación de las ramas densa en panículas con flores pequeñas amarillas, verdosas o crema. Produce miles de semillas brillantes de color café oscuro, mediante las cuales se propaga fácilmente.

## Propiedades
Las hojas tiernas cocinadas se consumen en ensaladas. La medicina tradicional le atribuye propiedades antiinflamatorias a la decocción o infusión de las hojas y las flores, que maceradas frescas en alcohol son usadas para aliviar la gota. El cocimiento de las hojas es empleado como antipirético en lavados intestinales. La decocción de los tallos tomada es usada como laxante. Se utiliza como planta alimenticia en África.

## Taxonomía
Amaranthus spinosus fue descrito por Carlos Linneo  y publicado en Species Plantarum 2: 991. 1753.
Etimología
Amaranthus: nombre genérico que procede del griego αμαραντοϛ  amaranthos, que significa "flor que no se marchita".
spinosus: epíteto latino que significa "con espinas".
Sinonimia
- Galliaria spinosa (L.) Nieuwl.
- Galliaria spitosa Nieuwl.[6]

## Nombre común
Quelite de puerco,  bledo blanco, quelite cenizo, quelite de puerco, quelite de puerco ciego recio, quelite recio, quintonil cimarrón, quintonil espinoso, planta Caracas,
atren del Perú, bledo de Malabar, bledo espinoso de Cuba, calalú de Cuba, espinaca de Malabar, quilites de América, quilites de Filipinas, yuyo del Perú, amaranto espinoso, ojo de pescado, pira brava, huisquilete con espinas, amaranto Prickly o amaranto Thorny 